# Cheung Kong Graduate School of Business
La Cheung Kong Graduate School of Business (CKGSB, 长江商学院S, Chángjiāng shāngxuéyuànP) è una scuola commerciale ed amministrativa di alta formazione dottorale (graduate school) privata, non-profit ed indipendente. La scuola offre programmi di MBA, MBA in finanza, Executive MBA e programmi di Executive Education. La facoltà è composta ed amministrata da 40 professori a tempo pieno e da 10 professori ospiti, con specializzazione in commercio internazionale ad argomenti specifici all'economia cinese. Dal 2002 la scuola ha formato circa 3000 CEO di varie compagnie cinesi ed internazionali, fra cui il fondatore del Alibaba Group Jack Ma, il presidente della Sinopec, Fu Chengyu e Wu Yajun, la quinta persona più ricca e donna più ricca della Cina nel 2012.
Fondata nel 2002 attraverso il supporto finanziario della Fondazione Li Ka Shing, oggi la CKGSB è considerata una delle più importanti scuole business della Cina, con una forte presenza nel settore privato cinese. Gli ex-alunni della scuola controllano collettivamente un fatturato di oltre un trilione di dollari, pari al 13.7% del PIL cinese nel 2011, specialmente a causa della presenza del gigante statale della Sinopec.
La sede principale si trova a Pechino, con sedi alternative a Shanghai e Shenzhen, e con uffici a Hong Kong, New York e Londra.

## Nome e logo
Il nome "Cheung Kong" della CKGSB deriva dal nome della Cheung Kong Holdings di Li Ka Shing. In cantonese "Cheung Kong" è il nome del fiume più lungo della Cina, il Fiume Azzurro.
Il logo è una rievocazione dei tradizionali sigilli usati dai funzionari imperiali, per sottolineare le radici cinesi della scuola. Le tre linee verticali rappresentano la scrittura tradizionale cinese (dall'alto verso il basso), mentre le tre linee orizzontali rappresentano la scrittura di tipo occidentale. Ciò rappresenta secondo la CKGSB l'integrazione della conoscenza e dei valori orientali ed occidentali nella scuola.
L'angolo in basso a destra invece rappresenta le iniziali del Fiume Azzurro in Mandarino, "Chang Jiang", con il colore azzurro sempre in riferimento a questo fiume.